# Sumvitg
Sumvitg (llamada oficialmente en alemán hasta 1985 Somvix) es una comuna suiza del cantón de los Grisones, situada en la región de Surselva. Tiene una población estimada, a fines de 2020, de 1.104 habitantes.
Limita al norte con la comuna de Glaris Sur (GL), al este con Trun, Obersaxen y Lumbrein, al sur con Vrin y Medel (Lucmagn), y al oeste con Disentis/Mustér.
Forman parte del territorio comunal las localidades de Cumpadials, Rabius, Surrein, S. Benedetg, Clavadi, Siltginas, Chischliun, Campieschas, Runs, Val, Laus, Falens y Pardomat-Dado.

## Atracciones
Es característica la capilla de San Benito, diseñada por Peter Zumthor.

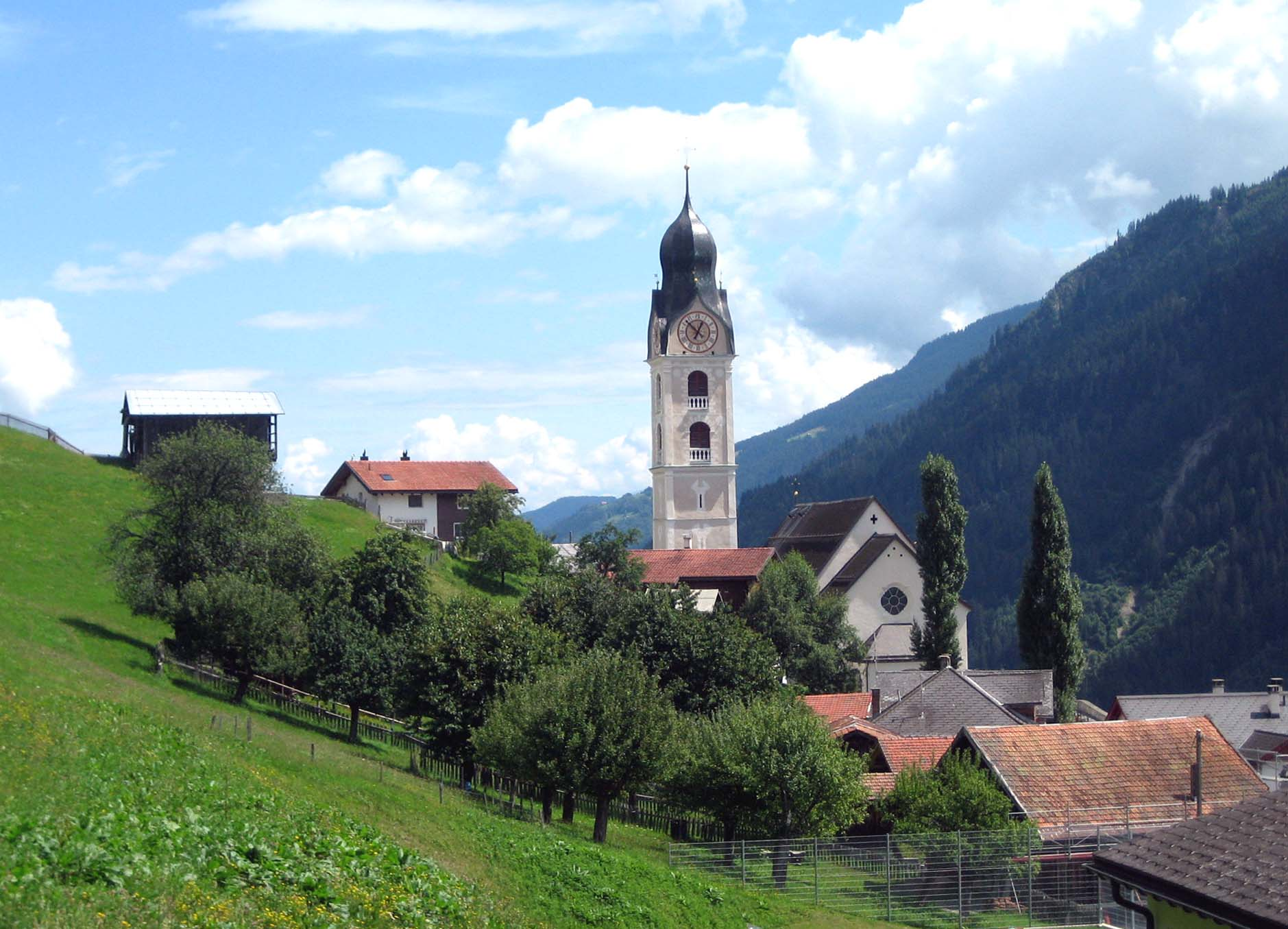
Iglesia de Sumvitg.